# Référendum constitutionnel camerounais de 1972
Un référendum a lieu le 20 mai 1972 au Cameroun en vue de l'adoption d'une nouvelle constitution. Adopté à la quasi unanimité des suffrages exprimés, il met fin au système fédéral alors en place et donne naissance à la République unie du Cameroun.

## Objet
La proposition soumise à référendum est la suivante :
« Approuvez-vous, dans le but de consolider l'unité nationale et d'accélérer le développement économique, social et culturel de la nation, le projet de constitution soumis au peuple camerounais par le président de la République fédérale du Cameroun et instituant une République, unie et indivisible, sous la dénomination de République unie du Cameroun ? ».

## Résultat
| Choix                     | Votes     | %     |
| ------------------------- | --------- | ----- |
| Pour                      | 3 177 846 | 99,99 |
| Contre                    | 176       | 0,01  |
|                           |           |       |
| Votes valides             | 3 178 022 | 99,95 |
| Votes blancs et invalides | 1 612     | 0,05  |
| Total                     | 3 179 634 | 100   |
| Abstention                | 56 646    | 1,75  |
| Inscrits/Participation    | 3 236 280 | 98,25 |

## Suites
La proposition est approuvée à 99,99 %. La constitution est officiellement adoptée le 2 juin 1972 par le décret 72-270 du président Ahmadou Ahidjo. Le 20 mai est fête nationale en hommage à ce référendum.